# Edric Cundell
Edric Cundell (Londen, 29 januari 1893 - Ashwell, 19 maart 1961) was een Engelse componist en dirigent.

## Leven
Edric Cundell stamde uit een muzikale familie. Zijn grootmoeder werkte in Parijs als (opera-)zangeres en zijn beide ouders waren getalenteerde amateurmusici.
Hij bezocht in Londen de Haberdashers Aske’s School en studeerde daarna hoorn bij Adolf Borsdorf, hoornist van het London Symphony Orchestra. De jonge Cundell werd zelf lid van het orkest en speelde mee toen in 1912 Arthur Nikisch naar Londen kwam om Wagners Ring des Nibelungen te dirigeren.
Naast zijn lessen bij Borsdorf kon Cundell dankzij een beurs ook piano studeren aan Trinity College of Music.
Tijdens de Eerste Wereldoorlog diende hij aan het front op de Balkan. Zijn optreden leverde hem de Servische Orde van de witte adelaar op.
Vanaf 1920 gaf hij zelf les aan Trinity College. Ook werd hij dirigent van the Westminster Orchestral Society.
In datzelfde jaar (1920) trouwde hij met de beeldhouwster Helena Harding Scott. Het paar kreeg twee kinderen.
Als componist begon Cundell zich in deze tijd te ontwikkelen. Hij kreeg een beurs van £200, de Hammond Endowment Grant, om zijn compositietalent verder te ontplooien.
Als dirigent werd hij in 1924 benoemd bij het Stock Exchange Orchestra, terwijl hij gastdirecties in de Verenigde Staten en Zuid-Afrika aannam.
In Londen richtte hij een eigen kamerorkest op, waarmee hij regelmatig optrad. Hoewel hij bij andere orkesten geen vaste aanstelling had, vooral als gevolg van zijn compositorische en didactische werk, was Cundell wel regelmatig als gastdirigent te horen, onder meer bij het BBC Symphony orchestra, het London Philharmonic Orchestra en het Royal Philharmonic Orchestra. Daarnaast was hij vanaf 1937 verbonden aan de staf van de opera van Glyndebourne en volgde hij Sir Landon Ronald op als Principal (directeur) van Trinity College.
Als operadirigent maakte Cundell naam met werken van Mozart en Verdi.
In 1959 ging hij met pensioen.

## Werken
Orkest
- Serbia, symfonisch gedicht (1919)
- Poem, The Tragedy of Deirdre (1922)
- Sonnet, Our Dead (tenor en orkest, 1923)
- Symfonie in c kl.t. (1924)
- Serenade for strings
- Pianoconcert

Kamermuziek
- Pianokwartet (1922)
- Strijkkwartet op. 18 (1922)
- Strijkkwartet in C gr.t. op. 37 (1932, waarmee hij een prijs won in de Daily Telegraph 1933 Chamber Music competition)
- Strijkkwartet in g kl.t.
- Sextet voor sopraan, tenor, bas, viool, altviool en cello
- Rapsodie voor altviool en piano

Piano
- Valse fantasque, op. 16 (1922)
- The Water Babes, boek 1 & 2

Overig
Cundell schreef veel liederen, daarnaast ook koormuziek, waaronder een mis op Latijnse tekst.